# Nowo Mowa
Nowo Mowa (również Nowo-mowa, Nowo-Mowa, NowoMowa) – polski zespół nowofalowy powstały w Toruniu, założony przez Andrzeja „Kobrę” Kraińskiego. 

## Historia
Nowo Mowa została założona w 1982 przez Andrzeja „Kobrę” Kraińskiego, występującego wówczas w grupie Fragmenty Nietoperza. Pomysł stworzenia zespołu pochodził od Grzegorza Ciechowskiego, który wymyśli nazwę grupy i napisał pierwsze dla niej teksty. Nazwa dla zespołu została zaczerpnięta została z powieści George’a Orwella Rok 1984. Muzycy Republiki pomogli także skompletować skład Nowo Mowy (G. Ciechowski namówił do gry Andrzeja Gulczyńskiego, Sławomir Ciesielski zaproponował jako perkusistę Piotra Piątka). Zespół związany był z toruńskim klubem Od Nowa.
W 1983 roku zespół wystąpił na festiwalu w Jarocinie, supportował Republikę podczas promocji ich debiutanckiej płyty Nowe sytuacje. Nagrał też własnym sumptem kasetę magnetofonową. W promocji pomagał grupie toruński dziennikarz Zbigniew Ostrowski, który był także autorem tekstu piosenki pt. „Dekoder”. Utwór ten w 1985 ukazał się na składance Jeszcze młodsza generacja.
Po tym, jak z zespołu odszedł Mariusz Ziemba, poszukiwano nowego wokalisty, jednak ostatecznie grupa zakończyła działalność. Po rozwiązaniu Nowo Mowy Andrzej „Kobra” Kraiński założył Kobranockę.
W 1998 Nowo Mowa zagrała koncert w klubie Od Nowa.

## Skład
Według:
- Andrzej „Kobra” Kraiński – gitara
- Mariusz Ziemba – gitara, wokal
- Piotr Piątek – perkusja
- Piotr Wysocki – perkusja
- Andrzej „Bruner” Gulczyński – gitara basowa